# Hrabstwo Slope

Piramida wieku hrabstwa

Hrabstwo Slope (ang. Slope County) – hrabstwo w stanie Dakota Północna w Stanach Zjednoczonych. Hrabstwo zajmuje powierzchnię 3 157,77 km². Według szacunków United States Census Bureau w roku 2006 miało 713 mieszkańców. Siedzibą hrabstwa jest Amidon.

## Geografia
Hrabstwo Slope zajmuje powierzchnię całkowitą 3 157,77 km², z czego 3 154,45 km² to powierzchnia lądowa, a 3,32 km² (0,1%) to powierzchnia wodna.

### Miejscowości
- Amidon
- Marmarth